# Граднє (Сежана)
Граднє (словен. Gradnje) — поселення в общині Сежана, Регіон Обално-крашка, Словенія. Висота над рівнем моря: 389,4 м.